# Hadena lubens
Hadena lubens là một loài bướm đêm trong họ Noctuidae.